# لوونووا
لوونووا (به چکی: Louňová) یک منطقهٔ مسکونی در جمهوری چک است که در Plzeň-South District واقع شده‌است. لوونووا ۶٫۰۶ کیلومتر مربع مساحت و ۵۹ نفر جمعیت دارد و ۴۷۱ متر بالاتر از سطح دریا واقع شده‌است.